# Margarida Hartman
Margarida Hartmann Igel nasceu na Alemanha em 25 de abril de 1895. No Brasil, casou-se com Ernesto Igel, fundador do Grupo Ultra, com quem teve dois filhos, Dayse e Pery Igel. Esteve sempre ao lado do marido Ernesto Igel e o incentivou nos negócios, inclusive quando ele criou a Ultragaz, em 1937, empresa que daria origem do Grupo Ultra.

## História
Na Ultragaz, Margarida Igel iniciou os projetos sociais do grupo empresarial que, posteriormente, se tornaria um dos maiores do país. Seu engajamento em prol das comunidades menos favorecidas motivou funcionários e revendedores a dar continuidade às suas atividades até os dias de hoje.
Margarida e Ernesto Igel se conheceram no Clube Austríaco, em Berlim, às vésperas da Primeira Guerra Mundial. Tinham em comum o gosto pelo teatro, pela dança e pela música. Durante a guerra, Ernesto foi enviado à Romênia, para servir na área administrativa do exército austríaco, mas manteve a correspondência com Margarida.
Em 1920, Ernesto Igel foi enviado ao Brasil e, decidido a permanecer no país, enviou uma carta a Margarida pedindo que ele viesse viver com ele no país. Ela concordou, mas impôs uma condição: só desceria do navio se antes os dois se casassem. Ernesto foi então a Salvador, onde o navio faria uma escala, e casou-se com Margarida a bordo, numa cerimônia oficializada pelo capitão da embarcação.
Esse espírito decidido foi demonstrado por Margarida Igel durante toda a sua vida. Tinha personalidade forte e era defensora dos ideais de emancipação feminina. Era apaixonada pelas artes e promovia encontros e saraus em sua casa, reunindo artistas, intelectuais e empresários.
Margarida Igel tinha opiniões firmes em relação ao papel da mulher na sociedade. Antecipava tendências da moda ousadas para a época e dirigia seu próprio carro, o que era inconcebível para a maioria absoluta das mulheres do seu tempo.
No período inicial da Ultragaz, assim como na grande maioria das empresas, não existiam políticas definidas de recursos humanos. Porém, Margarida Igel assumia a função de assistente social e apoiava pessoalmente funcionários com problemas de saúde, financeiros ou familiares. Organizava e fazia questão de participar de todos os eventos sociais que congregavam a “Família Ultra”, como se dizia na época.
Margarida Igel faleceu em 26 de fevereiro de 1986, aos 91 anos. Seu legado é reconhecido e multiplicado por meio do trabalho desenvolvido pela Associação Beneficente Margarida Igel, criada em 1954, com a finalidade de proporcionar assistência médica e social aos funcionários do Ultra. Entre outras homenagens recebidas, Margarida Igel é nome de um hospital e maternidade em Marabá Paulista, no interior de São Paulo.